# 海维齐区
海维齐区，是匈牙利佐洛州的一个区，总面积123.6平方公里，总人口12473人（2007年1月1日），人口密度100.9人/平方公里。中心城市位于Hévíz。

## 辖区
海维齐区包含8个市镇。